# Keaton Nankivil
Keaton Nankivil (nacido el 18 de enero de 1989 en Madison, Wisconsin) es un exjugador de baloncesto estadounidense.

## Trayectoria deportiva
Formado en la Universidad de Wisconsin (2007-2011), de allí pasó directamente al conjunto germano, con el que disputó 3 temporadas con el Ratiopharm Ulm, promediando en la última campaña 6.1 puntos y 3.8 rebotes en 20.1 minutos y la Eurocup 5.4 puntos y 3.1 rebotes en 16.1 minutos.
En 2014 ficha por el Obradoiro Club Amigos del Baloncesto.

## Clubs
- Universidad de Wisconsin (2007-2010)
- Ratiopharm Ulm (2011-2014)
- Obradoiro Club Amigos del Baloncesto (2014-2015)
- VEF Riga (2015)
- Orlandina Basket (2016)